# دارم بهت عادت می‌کنم
«دارم بهت عادت می‌کنم» تک‌آهنگی از هنرمند اهل ایالات متحده آمریکا سلنا است که در ۱۹۹۶ (میلادی) منتشر شد. این تک‌آهنگ متعلق به آلبوم رؤیای شما است. این ترانه توسط دایان وارن نوشته شد.